# إريك يوهانسن
إريك يوهانسن هو لاعب كرة قدم سويدي في مركز الهجوم، ولد في 8 أغسطس 1984 في السويد. لعب مع نادي أورغريته ونادي ليونغسكايل.

## وصلات خارجية
- إريك يوهانسن على موقع اتحاد السويد (السويدية)